# Vápno
Vápno (en allemand : Wapno) est une commune du district de Pardubice, dans la région de Pardubice, en République tchèque. Sa population s'élevait à 128 habitants en 2024.

## Géographie
Vápno se trouve à 8 km au sud-est de Chlumec nad Cidlinou, à 20 km à l'ouest-nord-ouest de Pardubice, à 24 km au sud-ouest de Hradec Králové et à 79 km à l'est de Prague.
La commune est limitée par Malé Výkleky au nord, par Žáravice et Sopřeč à l'est, par Strašov au sud et par Přepychy à l'ouest.

## Histoire
La première mention écrite de la localité date de 1337.

## Transports
Par la route, Vápno se trouve à 12 km de Přelouč, à 25 km de Pardubice, à 30 km de Hradec Králové, et à 94 km de Prague. 